# CD Cova da Piedade
Der CD da Cova da Piedade ist ein portugiesischer Sportverein aus der Gemeinde Cova da Piedade im Kreis Almada, gegenüber der Hauptstadt Lissabon. Der Verein ist vor allem für seine Fußballabteilung bekannt, betreibt daneben aber auch eine Futsal- und eine Schwimmsport-Abteilung und ist mit sozialen und kulturellen Projekten in der Gemeinde Cova da Piedade aktiv.

## Geschichte
Der Verein wurde am 28. Januar 1947 gegründet, als Zusammenschluss des União Piedense Futebol Clube (gegründet 1914) und des Sporting Clube Piedense.
Gleich in seiner ersten Saison gelang ihm die Meisterschaft der III. Divisão, der damaligen vierten Liga. Nach folgendem Auf- und Wiederabstieg wiederholte der Klub 1970/71 diesen Erfolg.
Seinen bisher größten Erfolg feierte der Klub in der Saison 2015/16, als er den Aufstieg in die Segunda Liga feierte, die zweithöchste Spielklasse des portugiesischen Fußballs.

## Stadion
Der Verein trägt seine Heimspiele in dem 3500 Zuschauer fassenden Estádio Municipal José Martins Vieira aus.
Das Stadion ist in kommunalem Besitz und wurde 2005 errichtet.

## Erfolge
- III. Division (4. Liga): Meisterschaften 1947/48 und 1970/71
- Aufstieg in die Segunda Liga (2. Liga): 2015/16